# 杨庆育
杨庆育（1956年3月—），湖南常德人。男，汉族。1977年6月参加工作，1987年9月加入中国共产党。渝州大学经济管理系工商企业管理专业毕业，西南农业大学农业经济管理专业在职管理学博士学位。
1977年6月，在重庆嘉陵仪表厂工作。1981年9月，在渝州大学经济管理系工商企业管理专业学习，获经济学学士学位。1985年8月，任四川省重庆市经济信息中心干事，经济分析预测室主任，中心主任助理。1990年7月，任四川省重庆市政府政策研究室副处级研究员。1992年6月，任四川省重庆市计划委员会外经处副处级干事。1993年3月，任四川省重庆市计划委员会外经处副处长。1994年8月，任重庆市计划委员会资金平衡处处长。2000年5月，任重庆市发展计划委员会副主任。2004年5月，任重庆市发展和改革委员会副主任、党组副书记（正厅局级）（2001年9月-2005年6月，在西南农业大学农业经济管理专业博士研究生学习，获管理学博士学位）。2006年5月，任重庆市发展和改革委员会主任、党组书记。2013年1月，任重庆市人大常委会副主任、党组成员。2016年12月，辞去重庆市人大代表，重庆市人大常委会副主任职务相应终止。
2008年，当选第十一届全国人民代表大会重庆地区代表。